# Ethereal Shroud
Ethereal Shroud (englisch Ätherisches Leichentuch) ist ein 2013 gegründetes Depressive-Black-Metal- und Funeral-Doom-Projekt.

## Geschichte
Der Brite Jow Hawker unterhält Ethereal Shroud seit 2013 als sein Soloprojekt. Anfänglich hielt er die Angaben zu seiner Person zurück. Noch im gleichen Jahr debütierte er mit Absolution|Emptiness, das je nach Quelle, als Demo oder vollwertiges Studioalbum im Selbstverlag gewertet wird. Erst nach der Veröffentlichung stellte er den Bezug zu seiner Person her. Zwei Jahre nach Absolution|Emptiness erschien They Became the Falling Ash, das in Kooperation mit Northern Silence Productions als CD und Grimoire Cassette Cvlture als MC herausgegeben wurde. They Became the Falling Ash erfuhr international Anerkennung. Webzines wie Angry Metal Guy, Crossfire Metal oder Metalstorm lobten das Album.

„‘They Became The Falling Ash’ klingt schaurig und stimmungsvoll. Die Musik ist majestätisch und der Gesang beklemmend. Ethereal Shroud bietet wahrhaft den Soundtrack zur Apocalypse. Wirklich vergleichbar ist die Musik nicht.“

## Stil
Die von Ethereal Shroud gespielte Musik gilt als „eine Mischung aus Ambient, Depressive Black Metal und Funeral Doom“. Zum Vergleich wird auf Interpreten wie Lustre, Vallendusk, Summoning, Dissection, Paysage D’Hiver, Wolves in the Throne Room und Lunar Aurora verwiesen. 
Ethereal Shroud präsentiert Rezensenten zufolge „trostlose, epische, emotionale und herausfordernde Kompositionen mit einer schlicht und hohl hallenden Produktion.“ Die geschaffene Atmosphäre wird derweil als düster und schraurig wahrgenommen. Die Keyboard-Arrangements haben einen orchestralen, jedoch nicht überladenen Grundtenor. Als einfach und repetitiv, mutmaßlich programmiert, wird das Schlagzeugspiel beschrieben. Die Gitarre ist in Schichten und Variationen wiederkehrender Riffs arrangiert.

## Diskografie
- 2013: Absolution|Emptiness (Demo, Selbstverlag)
- 2015: They Became the Falling Ash (Album, als CD Northern Silence Productions, als MC Grimoire Cassette Cvlture)